# Segara Kembang
Segara Kembang is een bestuurslaag in het regentschap Ogan Komering Ulu van de provincie Zuid-Sumatra, Indonesië. Segara Kembang telt 969 inwoners (volkstelling 2010).